# Midland Railway háborús emlékmű
A Midland Railway háborús emlékmű (Midland Railway War Memorial) egy Derbyben álló első világháborús kenotáfium, amelyet Edwin Lutyens tervezett.

## Az emlékmű
A Midland Railway vasúttársaság által megrendelt kenotáfium a hasonló londoni emlékmű felállítása után készült, mindkettő tervezője Edwin Luytens volt. A csaknem kilenc és fél méter magas emlékmű a pályaudvar előtt kapott helyet, és a cég első világháborúban hősi halált halt alkalmazottai előtt tiszteleg. 1921. december 15-én leplezték le. A portlandi mészkőből készített kenotáfium egy lényeges elemében eltér a londonitól: egy fekvő halott katona szobrát helyezték el a tetején. A pilonon futó felirat a következő: A Midland Railway bátor férfiainak, akik életüket adták a nagy háborúban. Az emlékművön 2823 hősi halott neve szerepel.